# Qualificazioni alla Coppa del Mondo di rugby 2015 - Americhe
Le qualificazioni americane alla Coppa del Mondo di rugby 2015 si tennero tra il 2012 e il 2014 e riguardarono 18 squadre nazionali, 11 delle quali dal Nord America e Caraibi e 7 dal Sudamerica; organizzatori dei tornei furono rispettivamente il NACRA e la CONSUR.
Tra le squadre direttamente ammesse alla Coppa del Mondo di rugby 2015 figurava l'Argentina, quartifinalista alla Coppa del Mondo di rugby 2011 e quindi non interessata alle qualificazioni; i posti in palio per le Americhe erano due più uno da inviare ai ripescaggi interzona.
Le zone nordamericana e sudamericana si incrociarono al secondo turno, quando si incontrarono le campioni caraibiche e la vincitrice del Sudamericano "B" del 2012, e allo spareggio finale, quando si dovette determinare la seconda squadra americana da inviare alla Coppa del Mondo e quella da inviare ai ripescaggi.
Il torneo di qualificazione si appoggiò, in tutto o in parte, a una edizione del campionato caraibico 2012 e a due edizioni del campionato sudamericano, quelle del 2012 e 2013.
A qualificarsi per la Coppa del Mondo furono il Canada, vincitore dello spareggio nordamericano, e gli Stati Uniti, usciti vincenti dal playoff contro la migliore sudamericana, l'Uruguay; questi fu destinato altresì ai ripescaggi interzona.

## Criteri di qualificazione
- Primo turno (marzo — settembre 2012). Corrispose alla disputa del campionato dei Caraibi 2012 e al Sudamericano "B" 2012. Le vincitrici di detti due tornei avanzarono al secondo turno.
- Secondo turno (settembre 2012). Fu lo spareggio tra le due squadre qualificate dal primo turno; la vincitrice accedette al terzo turno e spareggiò contro la squadra ultima classificata del Sudamericano "A" 2012[1].
- Terzo turno (ottobre 2012). Spareggio, in gara unica, tra la vincitrice del secondo turno e la squadra ultima classificata del Sudamericano "A" 2012 per l'accesso al Sudamericano "A" 2013
- Quarto turno (aprile — agosto 2013).
  - Per quanto riguarda la zona nordamericana, essa fu uno spareggio tra Canada e Stati Uniti in doppio confronto[1]. La vincente fu qualificata direttamente alla Coppa del Mondo, mentre la squadra perdente spareggiò contro la vincente della zona sudamericana del turno.
  - La zona sudamericana si appoggiò al citato campionato continentale: la squadra qualificata fu determinata dalla miglior piazzata della classifica avulsa che teneva conto di Cile e Uruguay, già ammesse a tale turno[1], e della squadra qualificata del terzo turno.
- Turno di spareggio (marzo 2014): la perdente del confronto tra Canada e Stati Uniti contro la vincente della zona sudamericana. La vincitrice di tale spareggio fu ammessa direttamente alla Coppa del Mondo, la squadra sconfitta fu destinata ai ripescaggi intercontinentali[1].

## Situazione prima degli incontri di qualificazione
| Primo turno | Secondo turno                                              | Terzo turno                                               | Quarto turno | Spareggio                                                                 | Qualificate |
| --- | ---------------------------------------------------------- | --------------------------------------------------------- | --- | ------------------------------------------------------------------------- | --- |
| Campionato dei Caraibi 2012: - Bahamas - Barbados - Bermuda - Isole Cayman - Guyana - Giamaica - Messico - Saint Vincent e Grenadine - Trinidad e Tobago Sudamericano "B" 2012: - Colombia - Paraguay - Perù - Venezuela | - Campione caraibico 2012 — Campione Sudamericano "B" 2012 | - Qualificata dal 2º turno — Ultima Sudamericano "A" 2012 | America del Nord: - Canada — Stati Uniti America del Sud: Campionato Sudamericano "A" 2013 - Cile - Uruguay - Qualificata dal 3º turno | - Sconfitta 4º turno America del Nord - Vincente 4º turno America del Sud | Classificata direttamente: - Vincente 4º turno America del Nord - Vincente spareggio Ai ripescaggi: - Sconfitta spareggio |

## Primo turno

### Esito del primo turno
- Bermuda: qualificata al secondo turno per la zona caraibica
- Paraguay: qualificata al secondo turno per la zona sudamericana

## Secondo turno
Lo spareggio tra la campione caraibica e la vincitrice del Sudamericano B, rispettivamente Bermuda e Paraguay, si tenne in gara unica ad Asunción, in casa di quest'ultimo, secondo le regole di qualificazione al momento la squadra con il miglior ranking IRB; la vittoria arrise ai sudamericani, anche se i caraibici al primo tempo erano ancora in partita, essendo sotto solo di 4 punti (7-11); il Paraguay impose nella prima mezz'ora del secondo tempo un break di 18-0 portandosi fino al 29-7, divario poi accorciato da Bermuda che nel finale marcò una meta per il definitivo 29-14.
| Arbitro: | Joaquín Montes |

|                                         |      |                       |
| 30’, 43’ Nasser 55’ Bareiro 71’ Lezcano | mt   | 26’ Pringle 75’ Landy |
|                                         | tr   | 26’, 75’ Edwards      |
| 1’, 36’, 47’ Amigo                      | c.p. |                       |

### Esito del secondo turno
- Paraguay: qualificato al terzo turno

## Terzo turno

### Esito del terzo turno
- Brasile: ammesso al quarto turno

## Quarto turno

### America del Nord
Il playoff nordamericano vide di fronte Canada e Stati Uniti.
Nel primo dei due incontri, disputatosi a Charleston, in Carolina del Sud, il Canada prese subito il comando con una meta di Phil Mack e mantenne il vantaggio fino alla fine dell'incontro; gli Stati Uniti furono capaci di mettere solo 9 punti nello score con tre calci piazzati di Chris Wyles e furono sconfitti 9-27.
Il ritorno, una settimana più tardi a Toronto, vide il Canada di Kieran Crowley rischiare il minimo e vincere di misura, 13-11, con due mete contro una dei vicini di confine; con tale vittoria il Canada si qualificò direttamente alla Coppa del Mondo di rugby 2015 mentre gli Stati Uniti dovettero affrontare il turno di spareggio contro la migliore delle sudamericane.
| Arbitro: | Leighton Hodges |

|                     |      |                                  |
|                     | mt   | 1’ Mack 50’ Jones 63’ v.d. Merwe |
|                     | tr   | 1’, 50’, 63’ Pritchard           |
| 40’, 60’, 75’ Wyles | c.p. | 14’, 37’ Pritchard               |

| Arbitro: | JP Doyle |

|                            |      |                |
| 22’ Pritchard 60’ Marshall | mt   | 16’ Ngwenya    |
| 20’ Pritchard              | c.p. | 40’, 66’ Wyles |

### America del Sud
Nel Sudamericano "A" 2013 fu l'Uruguay a vincere la classifica avulsa che escludeva l'Argentina, regolando in sequenza Brasile e Cile.
La vittoria in tale triangolare permise agli uruguaiani di accedere al turno di spareggio dove tre mesi più tardi avrebbero incontrato gli statunitensi, sconfitti nel playoff nordamericano.

#### Classifica avulsa Sudamericano “A” 2013
|  | Squadra | G | V | N | P | P+ | P- | diff. | PT |
|  | ------- | - | - | - | - | -- | -- | ----- | -- |
|  | Uruguay | 2 | 2 | 0 | 0 | 54 | 41 | +13   | 6  |
|  | Cile    | 2 | 1 | 0 | 1 | 45 | 33 | +12   | 4  |
|  | Brasile | 2 | 0 | 0 | 2 | 21 | 46 | -25   | 2  |

### Esito del quarto turno
- Canada: qualificata alla Coppa del Mondo come prima squadra americana
- Stati Uniti: al turno di spareggio
- Uruguay: al turno di spareggio

## Turno di spareggio
L'incontro di andata dello spareggio tra Stati Uniti e Uruguay si tenne in casa di quest'ultimo a Montevideo: la partita fu sempre in bilico, e gli americani conducevano di cinque punti (27-22) a pochi minuti dalla fine, ma una meta uruguaiana riportò la situazione in parità 27-27 che tale rimase fino al fischio finale; benché il risultato finale del ritorno a Kennesaw, nei dintorni di Atlanta, fu meno incerto, in realtà la squadra sudamericana riuscì, nei primi 40 minuti, a portarsi avanti sul 13-3 e a qualificarsi virtualmente; ma nella ripresa una meta ciascuno dei due fratelli Suniula, di origini samoane, una di Fry e una di Petri ribaltarono completamente il punteggio: l'Uruguay non mosse il proprio tabellino dopo l'intervallo e gli Stati Uniti, con i 29 punti marcati nella seconda frazione, vinsero l'incontro 32-13 e si qualificarono per la Coppa del Mondo di rugby 2015 lasciando all'Uruguay l'incombenza di affrontare i ripescaggi interzona.
| Arbitro: | Mathieu Raynal |

|                                 |      |                               |
| 31’ Prada 74’ Ormaechea         | mt   | 38’ Thiel 47’ Manoa 52’ Wyles |
| 31’ Berchesi                    | tr   | 38’, 47’, 52’ Niua            |
| 3’, 21’, 28’, 34’, 43’ Berchesi | c.p. | 2’, 27’ Niua                  |

| Arbitro: | Greg Garner |

|                                                 |      |                      |
| 46’ Fry 61’ Petri 66’ S. Suniula 68’ A. Suniula | mt   | 23’ Prada            |
| 46’, 61’, 66’ Wyles                             | tr   | 23’ Berchesi         |
| 35’, 76’ Wyles                                  | c.p. | 37’, 40'+1’ Berchesi |

### Esito del turno di spareggio
- Stati Uniti: qualificati alla Coppa del Mondo come seconda squadra americana
- Uruguay: ai ripescaggi interzona

## Quadro generale delle qualificazioni
In grassetto le squadre qualificate al turno successivo
| Primo turno | Secondo turno        | Terzo turno          | Quarto turno | Spareggio               | Qualificate                                                                |
| --- | -------------------- | -------------------- | --- | ----------------------- | -------------------------------------------------------------------------- |
| Campionato dei Caraibi 2012: - Bahamas - Barbados - Bermuda - Isole Cayman - Guyana - Giamaica - Messico - Saint Vincent e Grenadine - Trinidad e Tobago Sudamericano "B" 2012: - Colombia - Paraguay - Perù - Venezuela | - Bermuda — Paraguay | - Paraguay — Brasile | America del Nord: - Canada — Stati Uniti America del Sud: Campionato Sudamericano "A" 2013 - Cile - Uruguay - Brasile | - Stati Uniti - Uruguay | Classificata direttamente: - Canada - Stati Uniti Ai ripescaggi: - Uruguay |